# Emilia Bertolé
Emilia Bertolé, ou Ignacio Bertolé, (1896 – 1949) foi uma poeta e pintora argentina.

## Vida
Bertolé nasceu em Rosário, Argentina, no dia 21 de junho de 1896. Ela estudou com o professor italiano Mateo Casella no Instituto de Belas Artes Doménico Morelli. Ela continuou pintando e, em 1912, juntou-se a uma exposição com Herminio Blotta, Alfredo Guido, Manuel Musto, César Caggiano e Gustavo Cochet.

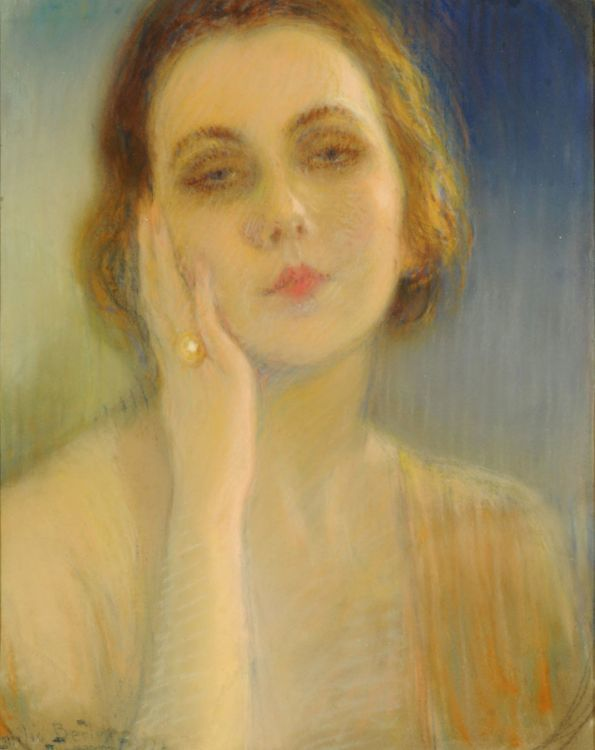
Autorretrato

Em 1927, ela foi a primeira mulher a ter sua pintura exibida no Salón de Mayo do Museu Rosa Galisteo Rodriguez, de Santa Fé. Sua pintura Clarity, de uma mulher pensativa, foi adquirida pelo museu.
Em 1929, Bertolé pintou três retratos do ex-presidente Hipólito Yrigoyen.
O escritor uruguaio, Horacio Quiroga, liderou o grupo Anaconda e Bertolé se tornou membro junto com Ana Weiss de Rossi, Amparo de Hieken, Ricardo Hicken, Berta Singerman e Alfonsina Storni.
Em 1927, seu único livro de poesia, Shadow Mirror, foi publicado. Ela preparou outro livro, mas não chegou a ser publicado durante sua vida.
Ela ilustrou as capas das revistas El Hogar y Sintonía.

## Morte e legado
Ela morreu em sua cidade natal em 1949. No ano de 2006, sua obra poética e pictórica foi publicada, a qual incluía poesias inéditas, uma galeria de retratos e reimprimiu o Shadow Mirror. O livro teve introdução escrita por Nora Avaro e incluiu uma discussão de seu trabalho com escultura por Rafael Sender. The Oxford Encyclopedia of Women in World History possui nota sobre sua contribuição para a história.
Bertolé morreu em Rosário em 1949.